# Mýtina

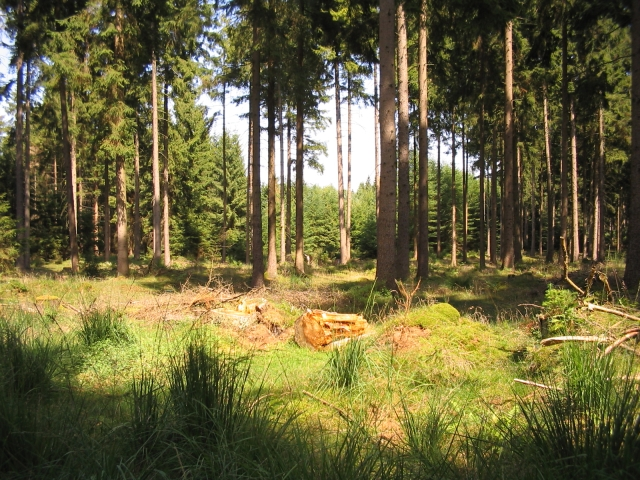
Mýtina ve smrkovém lese

Mýtina či paseka je vykácená (vymýcená) část lesa. V rámci lesního hospodaření může být mýtina oplocena a opětovně zalesněna. Jiné mýtiny mohou sloužit pastevectví či polaření (v ČR již tato praxe není povolena). Na mýtině mohou být ponechány výstavky perspektivních stromů a cenných taxonů pro přirozenou obnovu lesa.
Mýtiny tvoří v lese oblasti, kde žijí někteří živočichové či rostou různé rostliny, které by v zapojeném lese buď nerostly, nebo zde neměly ekologické optimum. Od zapojeného lesa se jejich biotické podmínky liší zejména větší intenzitou a odlišným spektrem slunečního záření, většími teplotními výkyvy, silnějším vypařováním a rychlejším rozkladem humusu. Typickými bylinami pasek jsou ve středoevropských podmínkách například starček hajní, starček lesní, sítina rozkladitá, vrbovka úzkolistá, různé konopice, psineček obecný nebo nepůvodní druhy náprstník červený a rychle se šířící starčkovec jestřábníkolistý. Na mnoha místech silně expanduje trsnatá tráva třtina křovištní. Bylinná vegetace je sukcesí postupně vytlačována pasekovými křovinami, v nichž převládají ostružiníky, maliník, bez červený nebo vrba jíva.